# L'Enfant du mois de Kamiari

L'Enfant du mois de Kamiari (神在月のこども, Kamiarizuki no kodomo) est un film d'animation fantastique japonais produit par Liden Films et réalisé par Takana Shirai. Le film sort au Japon le 8 octobre 2021 et à l'international sur Netflix le 8 février 2022.

## Synopsis
Un an après le décès de sa mère, une jeune fille apprend qu’elle doit traverser le Japon pour se rendre à une réunion annuelle de dieux sur les terres sacrées d’Izumo.

## Production
Le film est tout d'abord révélé à travers une série de trois campagnes de financement participatif de Cretica Universal, tenues entre le 27 mars 2019 et le 1er juin 2020,. En mai 2020, il est annoncé que le film est repoussé pour 2021 et sera animé par Liden Films, réalisé par Takana Shirai et scénarisé par Tetsurō Takita, Ryūta Miyake et Toshinari Shinoe, avec Kazuya Sakamoto en tant que directeur créatif. La chanteuse Miwa interprète le thème principal du film, Kanna,. En août 2021, le film est annoncé pour une sortie dans les salles japonaises le 8 octobre 2021. Un aperçu du film est présenté à l'Anime Expo Lite 2021.
Netflix obtient les droits de diffusions internationaux et met le film en ligne le 8 février 2022.

## Doublage
| Personnages           | Voix japonaise  | Voix française    |
| --------------------- | --------------- | ----------------- |
| Kanna Hayama          | Aju Makita      |                   |
| Kanna Hayama (enfant) | Aju Makita      |                   |
| Shiro                 | Maaya Sakamoto  |                   |
| Yato/Yasha            | Miyu Irino      | Benjamin Bollen   |
| Miki                  | Riko Nagase     |                   |
| Yayoi Hayama          | Ko Shibasaki    | Caroline Victoria |
| Norimasa Hayama       | Minako Kotobuki | Damien Ferrette   |
| Ōkuninushi            | Akira Kamiya    |                   |
| Kotoshironushi        | Chafurin        |                   |
| Ryūjin                | Wataru Takagi   | Boris Rehlinger   |